# جون سوان
جون سوان (24 سبتمبر 1848 - 22 فبراير 1924) (بالإنجليزية: John Swan)‏ هو لاعب كريكت بريطاني.